# Dat wonderbare licht
Dat wonderbare licht (Engelse titel: The Light Fantastic) is een fantasyboek uit 1986 van de Engelse schrijver Terry Pratchett. Het is het tweede boek in de Schijfwereld cyclus en een direct vervolg op het eerste deel De Kleur van Toverij.
Het boek werd in 1991 in het Nederlands vertaald door Venugopalan Ittekot. Regisseur Vadim Jean bracht in 2008 de drie uur durende televisiefilm The Colour of Magic uit, waarin De Kleur van Toverij en Dat wonderbare licht samen zijn verwerkt.

## Samenvatting
A'Tuin de Grote, de kosmische schildpad die de Schijfwereld draagt, is op weg naar een grote, rode ster. De legende luidt dat als de wereld bijna met de ster dreigt te botsen (en er volledig door zal verbranden), de  Schijfwereld enkel gered kan worden door het tegelijkertijd opzeggen van de acht grote bezweringen uit de Octavo, het toverboek dat de schepper der werelden achterliet. Het boek bevat zeven bezweringen, omdat de achtste zich al jaren in het hoofd van de mislukte tovenaar Rinzwind bevindt. Met man en macht wordt daarom naar Rinzwind gezocht.
Nadat Rinzwind, Tweebloesem en De Bagage over de rand van de Schijfwereld zijn gevallen, werden ze op mysterieuze wijze gered en bevinden ze zich ineens in het woud van Schund. Ze vinden elkaar al vlug weer terug en vinden onderdak in een peperkoekhuisje. Hier worden ze overvallen door een groep tovenaars, maar ze kunnen nog net op tijd wegvliegen met een heksenbezem, die ze vonden in de kast waar ze zich verstopt hadden. Ze botsen op een kei, die in een wolk verborgen zat en bestuurd wordt door de druïde Bielefon. Deze brengt hen naar hun nieuwste stenenkring, waar een offerceremonie zal plaatsvinden. Net voordat een jongedame zal worden geofferd, bemoeit Tweebloesem zich ermee. Maar voordat er ergere dingen kunnen gebeuren verschijnt de held Cohen de Barbaar ten tonele. Hij is dan wel al 87 jaar oud, maar een kans tot een tempelbestorming slaat hij niet af. Hij redt het meisje, dat Betta heet, en het groepje kan zich uit de voeten maken.
Ondertussen heeft de tovenaar IJspook Roppaf de macht over de Gesloten Universiteit overgenomen van Gladdert Wedersmeer. Hij is uit op de oppermacht en denkt die te verkrijgen door het opzeggen van de acht bezweringen.
Tweebloesem is gewond geraakt doordat de aartsdruïde hem met zijn sikkel gewond heeft, daarom brengen Cohen en Rinzwind hem naar een lijkzegster. Deze geeft Rinzwind een drankje dat hem naar het domein van De Dood voert. Hij kan Tweebloesem terughalen, met hulp van de Bagage, die een aanval van Doods dochter IJzebel verijdelt. Terug op Schijfwereld kunnen ze met hulp van enkele vriendelijke trollen ontsnappen van de heldin Herriena, die is ingehuurd door de tovenaar Roppaf om Rinzwind gevangen te nemen. Met hulp van een zwervende winkel gaat het gezelschap naar Ankh-Meurbork.
Hier heeft Roppaf besloten de zeven overgebleven bezweringen uit de Octavo op te zeggen. Door de scheur in de dimensies die is ontstaan, zijn creaturen uit de Kerkerdimensies in het lichaam van de tovenaar gekropen. Rinzwind is net op tijd ter plaatse om op zijn eigen typische manier de rust te doen wederkeren. Hij leest de acht bezweringen op en de acht manen van de rode ster breken open. Er komen acht kleine schildpadjes uit, elk met vier olifanten op hun schild, die weer een klein schijfwereldje dragen. Daarop keert A'Tuin zich om en verwijdert zich weer van de rode ster. De Octavo wordt verorberd door de Bagage.
Rinzwind, verlost van de Achtste Bezwering, denkt erover zich weer in te schrijven op de Gesloten Universiteit. Tweebloesem vertelt aan Rinzwind dat hij genoeg gereisd heeft. Hij gaat weer terug naar zijn eigen land: het Agatese Rijk op het tegenwichterscontinent. De Bagage schenkt hij aan Rinzwind.